# Цельс
Цельс (также употребляется Кельс Александрийский) (лат. Celsus; греч. Kέλσος; имя происходит от лат. celsus «возвышающийся, высокий») — римский философ-платоник второй половины II века; один из самых известных античных критиков христианства. Друг императора Марка Аврелия. Известен, прежде всего, своим трудом «Правдивое (или истинное) слово», написанным ок. 177—179 гг. и направленным против раннего христианства.

## Цельс
Мы практически ничего не можем сказать о философе Цельсе как исторической личности. Само его имя известно только по книге Оригена «Против Цельса» («Contra Celsum»), в которой он подвергает критике выпады Цельса с точки зрения христианского богослова, представителя ранней патристики.
Ориген упоминает двух философов, носивших имя «Цельс», один из которых жил при императоре Нероне, второй — при Адриане.
По-видимому, книга «Правдивое слово» принадлежит второму из упомянутых, и это предположение помогает отождествить его с Цельсом, которому Лукиан посвящает свою сатиру «О кончине Перегрина».
С достаточной уверенностью можно говорить, что это был образованный римлянин или грек, философ и мыслитель, виртуозно владевший пером, так что по словам того же Оригена, под влиянием Цельса некоторые из христиан отреклись от своей веры.
Ориген считал его эпикурейцем — скрывающим свои истинные взгляды под маской приверженности платонизму. Современные исследователи склоняются к тому, что Цельс был скорее философом-платоником, «обвинения» его в эпикурействе представляют собой полемический выпад со стороны Оригена, призванный дискредитировать автора «Правдивого слова» в глазах читателей-христиан. Несмотря на то, что в духе эпикуреизма возможно истолковать отдельные его высказывания (о вечности мира, об отрицании провидения, об отношении к чародейству) — во всём остальном Цельс проявляет себя как философ-платоник, но сам платонизм достаточно изменился за прошедшие века, став в какой-то мере эклектической философией, впитавшей в себя достижения многих школ. Характерно также, что упомянув и процитировав в своём произведении Платона — 28 раз, Гераклита — 9, Пифагора — 7, Сократа — 3, Эпиктета — 2, Эмпедокла — 1, неназванных «стоиков» — 1, и при том ни разу не упоминает Эпикура.
Кроме философии автор «Правдивого слова» отлично был знаком с исторической и художественной литературой своего времени, (в частности, только благодаря ему до нас дошли фрагменты из Гераклита — I, 5; VII, 62; VI, 12; VI, 42; Эмпедокла — VIII, 53; Ферекида — VI, 42; комедии неизвестного автора — VI, 78).
Вероятно, он путешествовал в Египте, Сирии и Палестине, причём в Финикии, и Палестине (VII, 11), и в Египте (VI, 41) он разоблачал шарлатанов и магов. Этот последний аспект может служить дополнительным доказательством в пользу тождественности автора «Правдивого слова» и Цельса — друга Лукиана — их взгляды и интересы в достаточной мере совпадали. Он хорошо знал современные ему христианские писания и книги Ветхого Завета, был настолько хорошо знаком с писаниями христиан-гностиков, что порой Ориген становится в тупик (V, 62; VI, 27).
Кроме «Правдивого слова» под именем Цельса были известны несколько книг, критикующих магию и чародейство, но уже Ориген не был уверен, принадлежат ли они тому же автору или его однофамильцу. Книги эти до нас не дошли.

## Краткое содержание «Правдивого слова»
- Бог, не изменившись в плохую сторону, не может приблизиться к человеку.
- Христианское учение не представляет собой ничего оригинального, оно уходит своими корнями в восточную мифологию.
- Применение на практике христианского учения угрожает государству.

Примеры взглядов Цельса из «Правдивого слова»:

Как и все крикуны, они собирают толпы рабов, детей, женщин и зевак. Я пишу с горечью, лишь потому что мне самому горько. Приглашающие нас на Мистерии мастера говорят иначе. Они говорят: придите к нам те, чьи уста и руки чисты, те, кто не запятнан преступлением, те, чья совесть чиста перед Богом, те, кто вершил справедливо и жил честно. Христиане же говорят: придите те, кто грешил, те, кто дитя или дурак, те, кто несчастны и убоги, и вы войдете в царствие небесное. Мошенник, вор, негодяй, отравитель, осквернитель храмов и гробниц, — это их новообращенные.

Идея об инкарнации бога просто абсурдна; почему люди считают себя настолько выше пчел, муравьев и слонов, что ставят себя в такое уникальное положение к своему создателю? И с какой стати бог решил прийти к людям как еврей? Христианская идея божественного провидения — нонсенс, оскорбление для самого божества. Христиане как сонм лягушек на болоте или синод червей на куче навозе, квакают и пищат: «Ради нас был создан мир!»

Иисус, они говорят, был послан спасти грешников; не был ли он послан помочь тем, кто держал себя вдали от греха? Они говорят, что Бог спасет нечестного человека, если тот покается и смирится, а на честного человека, кто с пеленок придерживался добродетелей, он (Бог), даже не посмотрит.

Превыше всего, христиане не лояльны и каждая церковь, это незаконная коллегия, институт, смертельный во все времена, особенно при Марке Аврелии. Почему христиане не могут связать себя с великими философскими и политическими деятелями мира? Правильно поставленное поклонение любым богам и демонам вполне сочетается с чистым монотеизмом, им следует отказаться от сумасшедшей идеи обратить всех правителей к своей вере или добиться универсального соглашения о всех божественных вещах.

Цельс приводит некоторые аргументы, адресованные христианам якобы «от имени евреев»: Иисус был рожден вне брака и вырос на египетских премудростях. Его претензии на «Божественное положение» опровергаются его нищетой и несчастным концом жизни. Христиане не имеют подтверждения в Ветхом Завете, и их разговоры о пришествии, якобы «открытом» только некоторым из их приверженцев, являются глупостью. При этом Цельс пишет, что евреи почти столь же смешны, как и их враги, которых они критикуют: те считают, что Спаситель с небес уже пришёл, а эти всё ещё ждут Его пришествия, хотя при этом у евреев есть преимущество древней нации с древними верованиями.
С презрением высказывается об экзорцистах, «которые явно сами были в одной лиге с демонами», и чрезмерном количестве недисциплинированных бродяг, называющих себя пророками, которые странствуют через лагеря и города, навязываясь к их обитателям.
Для Цельса было предпочтительнее поверить, что в каждом уголке мира существует своё собственное божество, а пророки и сверхъестественные вестники появлялись в разных местах вместо одного. Кроме того, что христианство является плохой философией и построено на фиктивной истории, оно также не заслуживает уважения — христианские учителя в основном ткачи и сапожники, не имеющие власти над людьми с образованием.
Цельс призывал христиан преодолеть свой изоляционизм от римского общества, не уклоняться от службы в легионах, особенно в пограничной страже, так как стало труднее сдерживать натиск германцев. Он утверждал, что неповиновение христиан ослабляет империю, а новая «иудейская» религия противоречит всем традиционным римским ценностям и вносит раскол в общество.
В своём сочинении Цельс утверждал, что Иисус был внебрачным сыном римского солдата, служившего в Иудее, по имени Пантера.

## Сочинения
- Цельс. Правдивое слово. (Публикуется по книге: Ранович А. Б. «Первоисточники по истории раннего христианства. Античные критики христианства». М. 1990)